# Forest Green Rovers F.C.
Forest Green Rovers Football Club er en professionel fodboldklub med base i Nailsworth, Gloucestershire, England. Holdet spiller i
National League og har spillet deres hjemmekampe på New Lawn siden 2006, da de flyttede fra deres oprindelige hjembane The Lawn Ground .
Klubben blev dannet i oktober 1889, og var blandt de oprindelige medlemmer af Mid Gloucestershire League fem år senere. De har spillet i forskellige lokale ligaer i meget af det 20. århundrede, og de vandt en lang række ligatitler: Dursley & District League (1902-03), Stroud & District League (1911-12 og 1920-21), Stroud Premier League (1934-35, 1935-36 og 1936-37), North Gloucestershire League (1920-21 og 1921-22) og Gloucestershire Northern Senior League (1937-38, 1949-50 og 1950-51). De blev grundlæggere af Gloucestershire County League i 1968, før de blev flyttet til Premier Division i Hellenic League syv år senere.
Forest Green vandt Hellenic League i 1981-82 sæsonen og løftede FA Vase-pokalen efter at have slået Rainworth Miners Welfare i finalen på Wembley . De tilbragte de næste 13 år i Midland Division i Southern League, og spillede kort under navnet Stroud FC. De vendte tilbage til navnet Forest Green Rovers, og vandt på hinanden følgende Southern League Southern Division og Premier Division titler i 1996-97 og 1997- 98, hvorved de vandt oprykning til Conference . Efter at have nået FA Trophy Final i 1999, som de tabte, blev de den første klub til at nå finalerne i både FA Vase og FA Trophy. De nåede også 2001 FA Trophy Final, som de også tabte. To gange reddede de sig fra nedrykning fra Conference National på grund af andre klubber blev tvangsnedrykket, hvorefter klubben blev omdannet efter investeringer fra grøn energi-industrialisten Dale Vince i 2010.
Under Dale Vins formandskab blev Forest Green verdens første veganske fodboldklub i 2015, og New Lawn blev installeret med mange miljøvenlige innovationer. Investeringer i truppen gjorde at klubben konkurrerede om oprykning til den engelske fodboldliga, som de opnåede med sejr i 2017 National League play-offs, efter at have tabt i semifinalen i 2015 og i finalen i 2016.

## Spillere
Oversigten er opdateret til og med 31. maj 2019 
| Nr. | Land       | Position | Spiller          |
| --- | ---------- | -------- | ---------------- |
| 2   | Wales      | FO       | Liam Shephard    |
| 4   | Wales      | MI       | Lloyd James      |
| 6   | England    | FO       | Farrend Rawson   |
| 7   | Nordirland | MI       | Carl Winchester  |
| 8   | England    | MI       | Dayle Grubb      |
| 9   | Wales      | AN       | Christian Doidge |
| 10  | England    | MI       | Reece Brown      |
| 11  | Wales      | AN       | George Williams  |
| 13  | England    | MM       | James Montgomery |
| 15  | England    | MI       | Charlie Cooper   |

| Nr. | Land    | Position | Spiller             |
| --- | ------- | -------- | ------------------- |
| 19  | England | FO       | Nathan McGinley     |
| 20  | England | MI       | Paul Digby          |
| 21  | England | AN       | Shawn McCoulsky     |
| 22  | England | FO       | Udoka Godwin-Malife |
| 23  | England | FO       | Joseph Mills        |
| 24  | Wales   | MM       | Lewis Thomas        |
| 25  | England | AN       | Junior Mondal       |
| 26  | England | AN       | Reuben Reid         |
| TBC | England | AN       | Taylor Allen        |
| TBC | England | FO       | Matt Mills          |